# Alpha-Viniferina
α-Viniferina es un estilbeno trímero. Se puede aislar de Caragana chamlagu y de Caragana sinica y de la corteza del tallo de Dryobalanops aromatica. También está presente en relación con la resistencia a Botrytis cinerea y Plasmopara viticola en Vitis vinifera and Vitis riparia.
Se ha demostrado que inhiben la acetilcolinesterasa.